# Кодекс на труда (България)
Кодексът на труда (съкратено КТ) е нормативен акт, част от българското действащо законодателство, приет от Народното събрание и обнародван в Официален раздел на Държавен вестник, бр. 26 от 1.04.1986 г. и бр. 27 от 4.04.1986 г., след това многократно изменян. Той урежда трудовите отношения между работника или служителя и работодателя, както и други отношения, непосредствено свързани с тях.

## Термини
- Работодател е всяко лице което управлява дадено дружество, което има правото да сключва трудови договори.
- Работник или служител е всяко лице, сключило трудов договор с работодател.
- Трудов договор е договор, сключен между 2 страни за полагане на определен труд срещу уговорено възнаграждение.
- Трудови правоотношения са отношенията между работодател и работник или служител.

## Документи
- Трудов договор между работодателя и работника или служителя – урежда условията на труда, който ще извършва работникът, и възнагражденията от работодателя.
- Длъжностна характеристика – описва правата и задълженията на работника при определената в трудовия договор професия.
- Ведомост за заплащане на трудово възнаграждение – удостоверява, че работодателят е заплатил на работник за извършената работа.
- Заявление (молба) за неплатен/платен отпуск – предава се от работника/служителя на работодателя, когато иска да отсъства от работа за определен срок. Нужно е съгласие от работодателя. Право на неплатен отпуск има работник/служител с отработени 10 работни дни а на платени отпуск – след отработени 6 работни месеца.
- Заявление (молба) за прекратяване на трудовите правоотношения – нужно е да са вписани данните на двете страни по трудовия договор, основанието за прекратяване на трудовите правоотношения според трудовия кодекс, подпис на страната, която подава молбата.
- Заповед за освобождаване/уволняване от работа – връчва се на работника/служителя при прекратяване на трудовите му правоотношения с работодателя, както и на заинтересованите служби на работодателя.